# Edward Pasek
Edward Pasek (ur. 8 października 1915 w Trzycieżu, zm. 20 sierpnia 1983 w Cieszynie) – polski nauczyciel i działacz społeczny.
Syn Franciszka i Anny. W 1935 ukończył Seminarium Nauczycielskie w Cieszynie i podjął pracę jako nauczyciel: najpierw w Cieszynie, później w Kończycach Wielkich. W czasie II wojny światowej pracował na robotach przymusowych w Niemczech. Kiedy wojna się skończyła, wrócił do Kończyc. W 1955 ukończył Wyższą Szkołę Pedagogiczną w Krakowie. W 1951 został przeniesiony z Kończyc Wielkich na stanowisko podinspektora szkolnego powiatu cieszyńskiego. Był później kolejno inspektorem szkolnym i nauczycielem historii w Zespole Szkół Zawodowych w Cieszynie.
Członek Polskiej Zjednoczonej Partii Robotniczej, Polskiego Towarzystwa Historycznego i Macierzy Ziemi Cieszyńskiej. Jego artykuły ukazywały m.in. w Przeglądzie Historycznym, Zaraniu Śląskim i Cieszyńskim Roczniku Muzealnym.  Autor haseł w Słowniku biograficznym działaczy polskiego ruchu robotniczego.